# 柏崎誠
柏崎 誠（かしわざき まこと）は、日本の地方公務員。港北区長や、横浜市財政局長兼横浜港埠頭取締役、横浜市副市長を経て、横浜市信用保証協会会長。

## 人物・経歴
1979年 東北大学法学部卒業、横浜市役所入庁。財政を長年担当し、港北区区政推進課長や、地球温暖化対策事業本部長を経て、2009年港北区長。2011年から財政局長兼横浜港埠頭取締役として入札制度の見直しなどにあたった。
2014年から鈴木隆の後任の副市長として、財政局、市民局、こども青少年局、健康福祉局、病院経営局、横浜市教育委員会事務局等を担当するとともに、テレビ神奈川取締役を務めた。2018年退任、横浜市信用保証協会会長。